# دائرة كونغ
دائرة كونغ هي إحدى مقاطعات منطقة تشولوغو التابعة لـمنطقة سافانيس، ساحل العاج. وفقًا لإحصاء السكان الصادر عام 2021، بلغ عدد سكانها 118304 نسمة ويقع مقرها في مستوطنة كونغ. المحافظات الفرعية لدائرة كونغ هي بيليمونو، كونغ، نافانا، وسيكولو. تمتد الحافة الشرقية لتلك الدائرة إلى منتزه كوميه الوطني.

## تاريخها
أُسست دائرة كونغ في عام 2012 عبر تقسيم مقاطعة فيركيسيدوغو.